# Ai (Banda-Inseln)
Ai (auch Ay oder früher Waii geschrieben) ist eine der indonesischen Banda-Inseln, die ihrerseits zu den Molukken zählen, und liegt in der Bandasee.
7 km im Westen liegt Run und 7 km im Osten Banda Api.
Die Insel misst in Nord-Süd- wie auch in Ost-West-Richtung über 2 km. Die größte Siedlung ist Ai an der Nordküste. 1 km nördlich befindet sich das kleine, ungefähr 200 m lange Inselchen Pualu Kraka.
Auf der Insel wird Muskatnuss angebaut, der Handel damit brachte den Einwohnern großen Reichtum. Bis ins frühe 17. Jahrhundert wurden die Banda-Inseln von Einheimischen regiert, den Orang Kaya (das bedeutet: „reiche Männer“). Die Portugiesen dominierten als erste Europäer ab dem 16. Jahrhundert den Gewürzhandel. Auf Ai errichteten Anfang des 17. Jahrhunderts die Engländer ein Fort, das heute noch als Ruine bestehende Fort Revenge. 1615/16 eroberten die Holländer gegen heftigen Widerstand die Insel Ai, doch die Engländer behielten weiter wirtschaftlichen und politischen Einfluss.
1621 eroberte der neuernannte Generalgouverneur der Niederländischen Ostindien-Kompanie (VOC), Jan Pieterszoon Coen, die gesamten Banda-Inseln und beendete damit auch die Herrschaft der Orang Kaya. Die Bevölkerung wurde getötet oder versklavt, viele Bandanesen flohen auf andere Inseln.
Für die Arbeit auf den Muskatplantagen wurden Sklaven aus verschiedenen Ländern auf Ai gebracht.
Ai wird täglich mit Booten mit Banda Neira verbunden. Auf der Insel gibt es keine Wasserquelle, Regenwasser wird gesammelt oder Wasser mit Booten von anderen Inseln gebracht.